# Фопо (Сондрио)
Фопо је насеље у Италији у округу Сондрио, региону Ломбардија.
Према процени из 2011. у насељу је живело 3 становника. Насеље се налази на надморској висини од 929 м.